# 瑶玲啊瑶玲
《瑶玲啊瑶玲》（韓語：요랑아 요랑아）是由韩国汉城电影公司和KBS联合制作的动画。

## 故事简介
在天上的天国，有一只负责守护书籍的小狐狸瑶玲，一日不小心将威力巨大的《圆梦书》遗落在人间，在元老的求情下，瑶玲不被问罪，但必须在1000年之内找到遗失的《圆梦书》。刚开始瑶玲似乎认真寻找，可后来便虚度光阴。在寻找《圆梦书》的1000年只剩下一年时间时，在偶然的机会下瑶玲认识了一名人间的少年——江贤。在瑶玲答应江贤的帮他实现一个梦的条件，江贤和瑶玲一起寻找《圆梦书》。而素有魔界邪恶之王称号的黑狐仙，对《圆梦书》虎视眈眈……，之後《圆梦书》被瑶玲找到時，書中的精靈們卻通通不見了!於是瑶玲和江贤努力的尋找精靈並將他們收服讓他們回到書中。

## 登场角色
- 瑶玲：天国的负责守护书籍的小狐狸，贪玩淘气，會使用魔法。因弄丢《圆梦书》（臺譯:願望之書）来到人间，可又在1000年的寻找期限裡虚度了999年，直到最后一年才真正认真寻找。年龄6岁，身高77cm。脖子上總是戴著一條桃紅色的圍巾。她的魔杖是一顆有著一對翅膀的粉紅色愛心，此一造型也是其代表標誌。

- 江賢：小学三年级男生，喜欢独自思考，喜欢和大自然中的各种生物对话，不喜欢运动。虽然在很多人面前不会讲话或着表现，可有时对自己认为正确的东西会很固执己见。江贤因母亲去世而变得消沉，现居住在父母的故乡狐狸村。在与瑶玲共同寻找《圆梦书》的过程中，江贤逐渐变得开朗起来。

- 瑶兰：是瑶玲在遇到危机时的变身，一个擅长魔法的女孩。有一頭桃紅色的長髮、約人類九歲女孩的樣貌，穿著多變。瑤玲在變身前所使用的魔杖，會在變身為瑤蘭後變成一條項鍊，佩戴在她的脖子上。喜歡聽人家稱讚她可愛。可瑶玲变身为瑶兰有时间限制，关于瑶兰的真实身份，江贤开始不知情，后来才知道真相。

- 不嘟、咕迪（韓語：꾸디）、巴迪（韓語：꼬지）：黑狐狸的手下火狐狸派遣来寻找《圆梦书》的部下。

- 铃铛：江贤的同班同学。雖是女孩，卻有像男孩子一樣粗枝大葉的性格。與媽媽、奶奶一家三代同住。暗戀小徹，視亞希為情敵。

- 豆豆：铃铛的好友。

- 慢慢：铃铛的好友。

- 赖皮酥（韓語：엘비쑤）：瑶玲的下属、保护者。

- 顿顿猪（韓語：뻐드렁）：瑶玲的伙伴和部下。

- 素素：天国狐狸族族长。

- 书里翁（韓語：수리옹）：天国狐狸族元老会会长。

## 配音員
| 韓語        | 國語   | 普通話 | 广东话           | 擔任角色   |
| ----------- | ------ | ------ | ---------------- | ---------- |
| 裵諪美      | 林美秀 | 晏積瑄 | 羅孔柔           | 瑶玲、瑶兰 |
| 徐惠貞      | 許雲雲 | 張璐   | 宋雙佳           | 江賢       |
| 徐光載      | 賀宇傑 | 趙岭   | 甘正光(江賢父親) |            |
| Moon Kwanil | 賀宇傑 | 未知   | 不嘟             |            |
| Kang Gu-han | 賀宇傑 | 未知   | 咕迪             |            |
| Kang Gu-han | 賀宇傑 | 李世揚 | 賈培德           | 书里翁     |
| 金日        | 賀宇傑 | 李世揚 | 未知             | 巴迪       |

## 各話列表
| 集數 | 韓文標題 | 台灣標題                                                   | 中國大陸標題     |
| ---- | -------- | ---------------------------------------------------------- | ---------------- |
| 1    |          | [魔法小迷狐] 错误：{{Lang}}：無法辨識語言標籤 hant（帮助） | 狐狸村           |
| 2    |          | 願望之书                                                   | 圓梦书           |
| 3    |          | 约定                                                       | 两个人的约定     |
| 4    |          | 爸爸的素描本                                               | 爸爸的画册       |
| 5    |          | 太陽姐姐與月亮弟弟                                         | 太陽和月亮       |
| 6    |          | 仲夏的聖誕節                                               | 夏天裏的聖誕節   |
| 7    |          | 小氣財神                                                   | 聖誕幽靈         |
| 8    |          |                                                            | 媽媽的生日       |
| 9    |          |                                                            | 白雪公主         |
| 10   |          | 音樂精靈可拉尼                                             | 音樂之夢         |
| 11   |          | 變髮大混亂                                                 | 髮型的騷動       |
| 12   |          | 科學怪人大冒險                                             | 福郎克斯坦大冒險 |
| 13   |          | 喜歡猜謎的人面獅身像                                       | 謎語泡泡糖       |
| 14   |          | 傳達我的心                                                 | 心靈的使者       |
| 15   |          |                                                            | 筆桿子叔叔的心願 |
| 16   |          |                                                            | 秋遊             |
| 17   |          |                                                            | 輪滑鞋的騷動     |
| 18   |          | 泰山的狐狸村大冒險                                         | 少年泰山的冒險   |
| 19   |          |                                                            | 爸爸生病的那天   |
| 20   |          | 放羊的小孩                                                 | 牧羊少年的謊言   |
| 21   |          | 魔壺仙子                                                   | 田螺姑娘         |
| 22   |          | 普图與化身博士                                             | 雙面不嘟         |
| 23   |          | 牛郎織女                                                   | 牛郎織女         |
| 24   |          | 夢想照相機                                                 | 拍夢的照相機     |
| 25   |          | 海龍王的贈禮                                               | 龍王的禮物       |
| 26   |          | 永遠的朋友                                                 | 愛你，朋友！     |

## 工作人員
- 总监制：阎晓明，黄耀祖
- 监制：吴亚康，刘泷，柳向阳，权昌录
- 策划：刘泷，柳向阳，华音，冯旭，李秉奎
- 制片人：柳向阳，闵永文/민영문, 황용명（KBS）, 이병규, 임만식（首尔电影）
- 导演：李詹雄（韩）
- 艺术总监：崔明哲（韩）
- 韩改中执行导演：华音
- 造型设计：银郑花（韩）
- 背景设计：朴笑真 （韩），朴郑书/박정서（韩）
- 道具设计：培聚淑（韩）
- 分镜台本：高成贤（韩）， 崔明哲（韩）
- 原画作监：金王叶/김왕협（韩），严金阁（韩）
- 后期制作：刘伟，胡芳，于浩，马佳，于江，王静
- 剪辑：华音，杨玉雯
- 录音导演：段佳
- 配音演员：晏积瑄，张璐，王羊，张铠，赵晓明，赵岭，张磊，姜超
- 国家广播电影电视总局电影频道节目制作中心，中国电影集团，华龙电影数字制作有限公司，北京世纪梦文化艺术传播有限公司，首尔电影公司，KBS放送社，本节目音像制品由广州艺洲人文化传播有限公司独家发行，本节目由北京世纪梦文化艺术传播有限公司独家代理发行